# Deutsche Tourenwagen Masters 2010

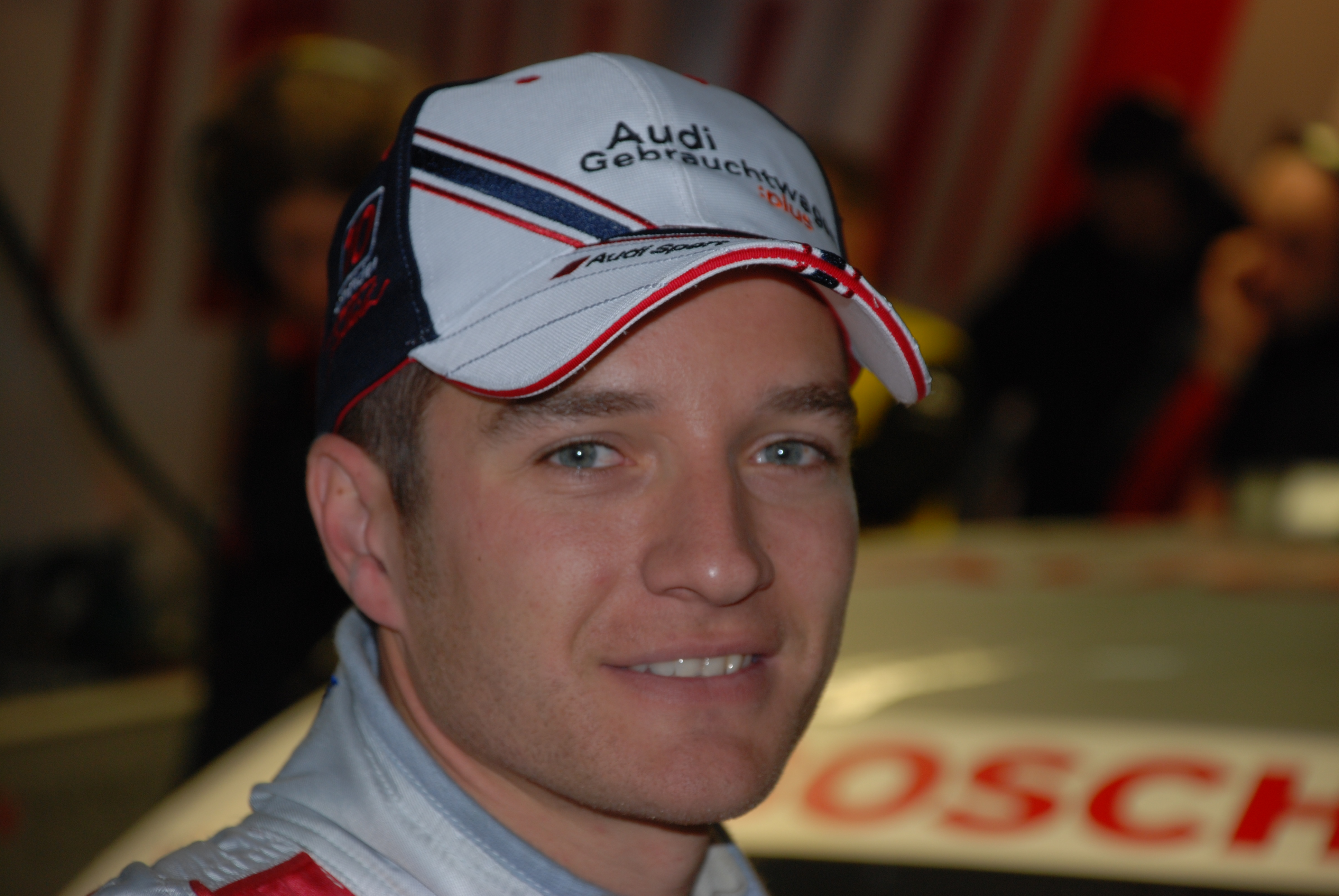
Тімо Шайдер — чемпіон за підсумками 2009 року

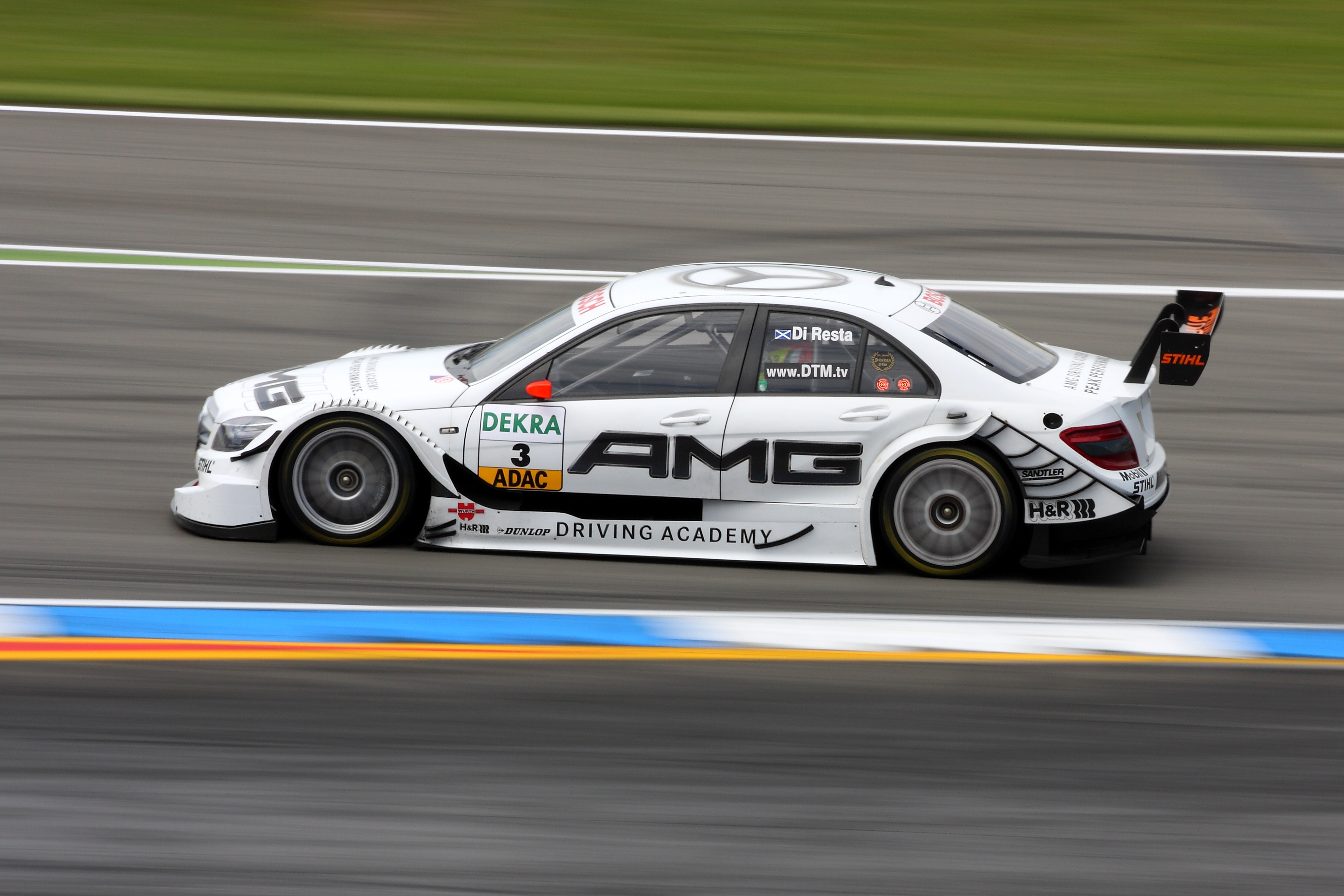
Чемпіонський Mercedes-AMG, керований Полом ді Рестою

Deutsche Tourenwagen Masters 2010 — ювілейний, 10-й сезон Німецької автомобільної гоночної серії. Сезон складається із 10 гонок, із традиційним початком у Гоккенхаймі та закінченням на автодромі у Шанхаї. Як і минулого року, в чемпіонаті буде два постачальники автомобілів — Mercedes-Benz та Audi.

## Команди та пілоти 2010
| №  | Пілот           | Країна          | Команда                        | Автомобіль                              |
| -- | --------------- | --------------- | ------------------------------ | --------------------------------------- |
| 1. | Тімо Шайдер     | Німеччина       | Audi Sport Team Abt            | GW: plus/Top Service Audi A4 DTM (2009) |
| 2. | Олівер Джарвіс  | Велика Британія | Audi Sport Team Abt            | Tabac Original Audi A4 DTM (2009)       |
| 3. | Гарі Пафет      | Велика Британія | Salzgitter AMG Mercedes        | Salzgitter AMG Mercedes C-Klasse (2009) |
| 4. | Бруно Спенглер  | Канада          | Mercedes-Benz Bank AMG         | Mercedes-Benz Bank AMG C-Klasse (2009)  |
| 5. | Маттіас Екстрем | Швеція          | Audi Sport Team Abt Sportsline | Red Bull Audi A4 DTM (2009)             |

## Презентація автомобілів
Презентації болідів команд відбудуться традиційно у м. Вісбадені, Німеччина 18 квітня. Після презентацій болідів офіційно стартує сезон 2010 у DTM.

## Результати гонок
| Етап | Автодром       | Дата      | Поул-позиція    | Автомобіль           | Швидший круг    | Автомобіль           | Переможець      | Автомобіль           |
| ---- | -------------- | --------- | --------------- | -------------------- | --------------- | -------------------- | --------------- | -------------------- |
| 1    | Гоккенхаймринг | 25 квітня | Гарі Пафет      | Mercedes-Benz C-Клас | Бруно Спенглер  | Mercedes-Benz C-Клас | Гарі Пафет      | Mercedes-Benz C-Клас |
| 2    | Ошерслебен     | 2 травня  | Маттіас Екстрем | Audi A4 DTM          | Маттіас Екстрем | Audi A4 DTM          | Маттіас Екстрем | Audi A4 DTM          |
| 3    | Валенсия       | 23 травня |                 |                      |                 |                      |                 |                      |
| 4    | Норисринг      | 4 червня  |                 |                      |                 |                      |                 |                      |
| 5    | Лаузицринг     | 18 червня |                 |                      |                 |                      |                 |                      |
| 6    | Нюрбургринг    | 8 серпня  |                 |                      |                 |                      |                 |                      |
| 7    | Зандвурт       | 22 серпня |                 |                      |                 |                      |                 |                      |
| 8    | Брендс-Хетч    | 5 вересня |                 |                      |                 |                      |                 |                      |
| 9    | Гоккенхаймринг | 17 жовтня |                 |                      |                 |                      |                 |                      |
| 10   | Шанхай         | 31 жовтня |                 |                      |                 |                      |                 |                      |

## Загальний підсумок

### Особистий залік
| Місце | Гонщик                       | Команда (Автомобіль)                | Очки |
| ----- | ---------------------------- | ----------------------------------- | ---- |
| 1     | Канада Бруно Спенглер        | Mercedes-Benz Bank AMG (HWA)        | 16   |
| 2     | Швеція Маттіас Екстрем       | Audi Sport Team Abt Sportsline      | 13   |
| 3     | Велика Британія Гарі Пафет   | Salzgitter AMG Mercedes (HWA)       | 12   |
| 4     | Велика Британія Пол ді Реста | AMG Mercedes (HWA)                  | 9    |
| 5     | Велика Британія Джеймі Грін  | Junge Sterne AMG Mercedes (Persson) | 7    |
| 6     | Німеччина Тімо Шайдер        | Audi Sport Team Abt                 | 7    |
| 7     | Німеччина Майк Роккенфеллер  | Audi Sport Team Phoenix             | 6    |
| 8     | Франція Олександр Премат     | Audi Sport Team Phoenix             | 6    |
| 9     | Іспанія Мігель Моліна        | Audi Sport Rookie Team Abt          | 2    |

### Командний залік
| Місце | Команда                                   | Очки |
| ----- | ----------------------------------------- | ---- |
| 1     | Salzgitter / Mercedes-Benz Bank AMG (HWA) | 28   |
| 2     | Audi Sport Team Abt Sportsline            | 13   |
| 3     | Audi Sport Team Phoenix                   | 13   |
| 4     | Laureus AMG Mercedes (HWA)                | 9    |
| 5     | Junge Sterne / TV Spielfilm AMG (Persson) | 7    |
| 6     | Audi Sport Team Abt                       | 6    |
| 7     | Audi Sport Rookie Team Abt                | 2    |